# XIV Congreso del Partido Comunista de la Unión Soviética
El XIV Congreso del Partido Comunista de la Unión Soviética se celebró del 18 al 31 de diciembre de 1925 en Moscú. El congreso eligió al XIV Comité Central del Partido Comunista de la Unión Soviética. Este congreso es recordado principalmente por su declaración de intención de perseguir una rápida industrialización de la Unión Soviética en lugar de buscar una acomodación duradera como productor agrícola dentro del sistema internacional de la economía mundial capitalista. También marcó la victoria de la facción mayoritaria de Iósif Stalin y Nikolái Bujarin sobre la "Nueva Oposición" encabezada por Grigori Zinóviev y Lev Kámenev.

## Historia

### Apertura
El XIV Congreso del Partido Comunista de la Unión Soviética (Bolcheviques) se convocó en el salón Andreevskii del gran palacio del Kremlin el 18 de diciembre de 1925. Asistieron un total de 665 delegados con voto decisivo y 641 delegados con voz consultiva, representando a los 643,000 miembros y 445,000 miembros candidatos del Partido Comunista Soviético. El congreso fue precedido por escaramuzas entre facciones, principalmente entre el grupo mayoritario del Comité Central, encabezado por Iósif Stalin y Nikolái Bujarin, y la "Nueva Oposición" con sede en Leningrado, liderada por el jefe del Comintern Grigori Zinóviev; el ambiente estaba tenso.
El congreso se abrió con unas breves palabras introductorias de Alexéi Rýkov, presidente del Consejo de Comisarios del Pueblo de la Unión Soviética (Sovnarkom). Tras una breve disputa en el pleno sobre la composición del Presidium honorario de la convención, el discurso principal del congreso, el Informe Político del Comité Central, fue presentado por Iósif Stalin, Secretario General del Partido Comunista.

### Informe Político del Comité Central
El informe político de Stalin abordó primero la situación internacional que enfrentaba la Unión Soviética, señalando que "lo que al principio parecía solo un breve respiro después de la guerra" se había convertido en un "equilibrio de fuerzas" entre el Occidente capitalista y el régimen soviético, "un período de 'cohabitación pacífica' [мирное сожительство]" entre el mundo burgués y el mundo proletario. Luego, Stalin intentó explicar la "debilidad del mundo capitalista", atribuyéndola a cinco tipos de divisiones internas que desunían al campo capitalista.
Stalin declaró que habían surgido "contradicciones" entre el proletariado y la burguesía dentro de cada país; entre las naciones capitalistas imperialistas y sus dependencias coloniales; entre los países victoriosos y los perdedores en la recientemente finalizada Guerra Imperialista; entre los propios estados victoriosos; y entre los países capitalistas y la URSS.
Estas "contradicciones" que hicieron posible el estado actual de "cohabitación pacífica" fueron facilitadas, según Stalin, por el hecho de que la nación acreedora mundial, los Estados Unidos de América, buscaba ansiosamente evitar cualquier conflicto europeo adicional que pudiera afectar los pagos de la deuda internacional pendiente. Además, Stalin señaló que la capacidad del capitalismo internacional para la conquista se veía aún más debilitada por la pérdida de los "mercados muy extensos y enormes suministros de materias primas" que representaba la retirada de la Unión Soviética del mercado internacional.
En la segunda parte de su informe político, Stalin abordó la situación interna de la Unión Soviética. Resaltó dos visiones de la economía soviética en adelante: la primera, defendida por el economista Lev Shanin, postulaba que Rusia seguiría siendo un país agrario en el futuro previsible y, por lo tanto, necesitaría una reintegración pacífica en la red del comercio internacional; la segunda, observando "mientras estemos rodeados de estados capitalistas, debemos dedicar todas nuestras energías a hacer que nuestro país siga siendo una entidad independiente basada en el mercado interno".
Stalin abogó enérgicamente por el segundo de estos planes, declarando:
"Debemos asegurarnos de que nuestro país sea un centro de atracción para todos aquellos países que, poco a poco, se alejarán del capitalismo y entrarán en el camino de la economía socialista. Esa línea de desarrollo solo puede seguirse si desarrollamos nuestras industrias al máximo, de una manera acorde con los recursos de que disponemos. Rechazamos enfáticamente la política de transformar nuestro país en un apéndice del sistema mundial capitalista. Defendemos el camino de la construcción socialista. Ese es, y seguirá siendo, el objetivo del partido."
Stalin enumeró cinco formas económicas de la economía soviética: (1) producción campesina simple para el uso; (2) producción campesina para el mercado; (3) capitalismo privado, inevitable "mientras la Nueva Política Económica siga en vigor"; (4) capitalismo de estado, producción estatal para el mercado; y (5) industria socialista, en la que la producción "no se lleva a cabo para obtener beneficios para una clase ajena a los trabajadores, sino para expandir la industria en beneficio general de toda la clase trabajadora".
Así se sentaron las bases para la continuación de la política de Socialismo en un solo país y la política de industrialización acelerada ejemplificada por los Planes Quinquenales. El XIV Congreso fue recordado por un historiador oficial del partido como un verdadero llamado a la acción:
"El eslogan de la industrialización, en vista de la falta de grandes créditos extranjeros, naturalmente exigió el esfuerzo de todas las fuerzas económicas del país e implicó superar serias dificultades. Pero el camino de la industrialización fue al mismo tiempo el único camino que protegería a nuestro país de convertirse en una colonia del capital extranjero, un juguete del imperialismo internacional, que lo convertiría en una base inevitable y fortaleza de la revolución internacional y garantizaría que la obra de construcción socialista se llevara a cabo hasta su finalización."
En la tercera y última parte de su largo informe, Stalin trató la situación interna en el Partido Comunista, que Stalin presentó como la fuerza guía de la dictadura del proletariado y su estado soviético. "Sin la guía del partido, la dictadura proletaria no podría continuar en las circunstancias actuales, cuando estamos rodeados por potencias capitalistas hostiles", señaló Stalin, agregando que "cualquier debilitamiento del partido resultará inevitable y rápidamente en un debilitamiento de la dictadura proletaria".
Stalin describió al Partido Comunista como en crecimiento en tamaño e influencia y unido en torno a su liderazgo actual. Aclamó la derrota de León Trotski y sus partidarios durante el año anterior y cómo "resueltamente el partido enfrentó estos movimientos, que en realidad tenían un carácter hostil", pero pospuso para más tarde un ataque frontal contra la "Nueva Oposición" de Leningrado organizada alrededor de Grigori Zinóviev y Lev Kámenev.

### Estalla la lucha de facciones
El discurso principal de Stalin fue seguido por el informe de su asociado más cercano, Viacheslav Mólotov, quien presentó el informe sobre cuestiones organizativas. Mólotov parece haber dado un discurso medido y generalizado en el que atacó a su rival faccional Grigori Zinóviev al señalar la necesidad continua de "un trabajo inmenso en la lucha contra las desviaciones del Leninismo".
En el segundo día, Zinóviev presentó su propio informe, atacando al principal teórico de la facción de Stalin, Nikolái Bujarin, y su controvertido eslogan para motivar a los campesinos a reanudar la producción bajo la NEP: "Enriqueceos". Zinóviev fue escuchado cortésmente, sin interrupciones serias por parte de los adherentes de la facción Stalin-Bujarin, aunque los aplausos que recibieron la conclusión de su discurso parecen haber sido en gran parte limitados a la delegación de Leningrado, el núcleo de su fuerza faccional.
Bujarin respondió a Zinóviev con una réplica en la que agradeció a Zinóviev por abstenerse de usar "el tono estridente que escuchamos diariamente en las páginas de Leningradskaya Pravda", pero lo atacó por haberse opuesto a la mayoría del Comité Central y por no ofrecer propuestas alternativas concretas. Bujarin señaló que el eslogan "Enriqueceos" había sido retirado hace tiempo, y insinuó que no se esperaba una autocrítica similar de Zinóviev por su apelación directa a Trotski en la convención anterior.
La viuda de Lenin, Nadezhda Krúpskaya, una partidaria de la facción Zinóviev-Kámenev, tomó luego la palabra para responder a Bujarin. Fue muy crítica con la manera en que se había sofocado el debate abierto en las páginas de Pravda antes del congreso y defendió el derecho de Zinóviev a expresar opiniones contrarias.
Los estándares de discurso civil se deterioraron durante el tercer día del congreso. Hablando por la Nueva Oposición, M. Lashevich fue recibido con una avalancha de abucheos e interrupciones, que interrumpieron su presentación. Lashevich acusó a Zinóviev y Kámenev de estar siendo "apartados" de la autoridad de toma de decisiones. Esto fue enfáticamente negado por Anastas Mikoyán de la facción mayoritaria, quien fue seguido por Nikolái Uglánov, jefe de la organización del partido de Moscú, quien atacó a su predecesor en ese papel, Lev Kámenev. La derrota de la facción de Leningrado estaba en marcha.
Lev Kámenev pronunció un largo y efectivo discurso el 21 de diciembre, primero derribando a los que lo interrumpían con comentarios mordaces desde el atril antes de lanzar un ataque contra el tono moderado previo de Stalin hacia los campesinos ricos y la caracterización de la Oposición de Izquierda orientada a la industrialización como la mayor amenaza para la estabilidad del estado soviético.
Kámenev atacó directamente a Stalin y su creciente papel de liderazgo durante el transcurso de su discurso de cinco horas:
"Estamos en contra de la creación de la teoría de un 'líder'; estamos en contra de hacer un líder. Estamos en contra de que la secretaría [dirigida por Stalin] combine en la práctica tanto la política como la organización y se coloque por encima del órgano político... No podemos considerar como normal, y creemos que es perjudicial para el partido, prolongar una situación en la que la secretaría...de hecho decide la política de antemano... Repito...al congreso: He llegado a la convicción de que el camarada Stalin no puede desempeñar la función de unir al estado mayor bolchevique."
El historiador británico E. H. Carr enfatizó la importancia de la poderosa declaración de Kámenev:
"La bomba de Kámenev cambió el rostro del congreso. Había dicho en voz alta lo que algunos, tal vez muchos, habían pensado, pero que nadie hasta ahora se había atrevido a decir. Pero también había expuesto a la oposición a una nueva acusación, hecha por casi todos los oradores oficiales posteriores en el debate: Kámenev había desenmascarado el verdadero motivo de la plataforma de la oposición: los celos personales y la animosidad contra Stalin, y había revelado la vacuidad de los supuestos argumentos de principio en los que se basaba".

### Informes
- Informe político del Comité Central (Stalin)
- Informe organizativo del Comité Central (Mólotov)
- Informe del Comité Central de Revisión (Kursky)
- Informe del Comité Central de Control (Kúibyshev)
- Informe de la Representación del Partido Comunista Ruso en el Comité Ejecutivo de la Internacional (Zinóviev)
- Cuestiones relacionadas con la edificación económica (Kámenev)
- Sobre la actividad de los sindicatos (Tomski)
- Sobre la actividad del Komsomol (Bujarin)
- Sobre algunos cambios en los Estatutos del Partido (Andréiev)
- Elecciones a las Instituciones Centrales del Partido